# École St. Albans
L'école St. Albans (en anglais : St. Albans School, STA) est une école indépendante pour garçons située à Washington. Cette école porte le nom de Saint Alban, traditionnellement considéré comme le premier martyr britannique.